# Pilophorus perplexus

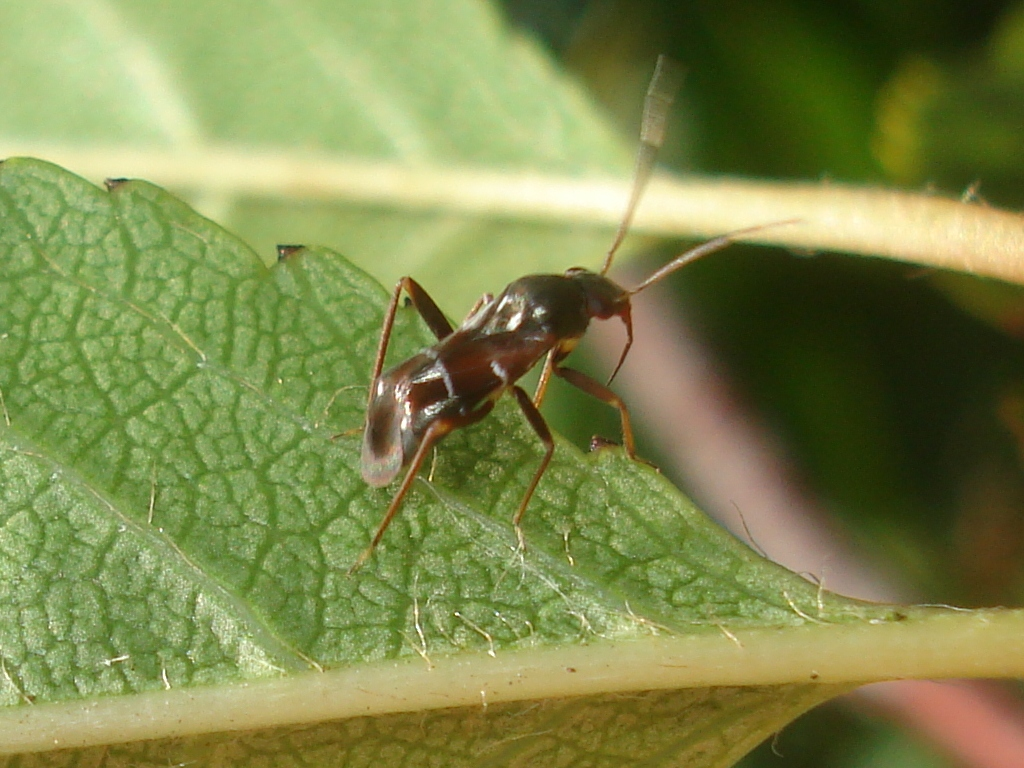
Pilophorus perplexus

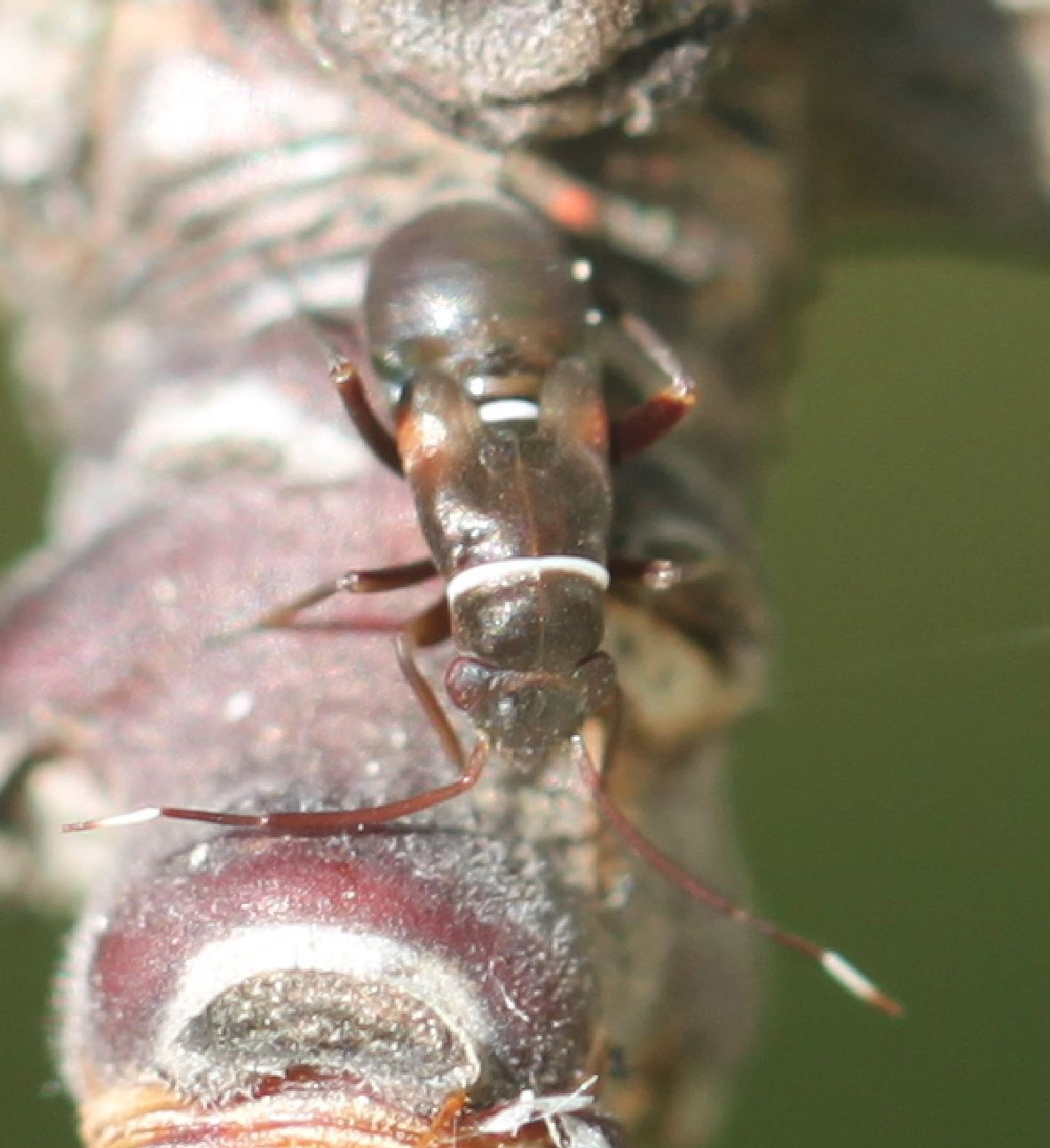
Nymphe

Pilophorus perplexus ist eine Wanzenart aus der Familie der Weichwanzen (Miridae).

## Merkmale
Die ameisenähnlichen Wanzen werden 4,0 bis 5,0 Millimeter lang. Die Art sieht Pilophorus cinnamopterus sehr ähnlich und besitzt wie auch diese Art eine durchgehende hintere Binde auf den Hemielytren. Anders als bei der ähnlichen Art hat Pilophorus perplexus jedoch matter braun gefärbte Hemielytren und ist zudem auf anderen Nahrungspflanzen anzutreffen.

## Vorkommen und Lebensraum
Die Art ist in Europa und dem westlichen Nordafrika sowie östlich bis in die Kaspische Region verbreitet. Sie wurde durch den Menschen, vermutlich durch den Import von Obstbäumen, nach Nordamerika und Neuseeland eingeschleppt.
In Deutschland und Österreich ist die Art weit verbreitet und nicht selten. Sie besiedelt Laubgehölze.

## Ähnliche Arten
Pilophorus cinnamopterus ist äußerlich sehr ähnlich zu dieser Wanzenart. Die Vorderflügel sind mehr orange-braun gefärbt. Außerdem findet man Pilophorus cinnamopterus hauptsächlich an Waldkiefer.

## Lebensweise
Pilophorus perplexus ist die häufigste Art ihrer Gattung auf Laubgehölzen und besitzt auch das größte Wirtspflanzenspektrum. So werden auch Zwergsträucher und selten auch Nadelbäume besiedelt. Sie ernähren sich sowohl durch Saugen an den Pflanzen, als auch räuberisch. Die Art gilt im Obstbau als Nützling bei der Bekämpfung von Blatt- und Schildläusen, Blattflöhen und Spinnmilben. Die Weibchen stechen ihre Eier tief in den jungen Trieben der Wirtspflanzen ein. Imagines kann man von Mitte Mai bis September beobachten.

## Belege